# Cape Alava
Cape Alava ist ein Landvorsprung auf der Olympic-Halbinsel im US-Bundesstaat Washington. 
Er gilt als westlichster Punkt der Contiguous United States, also abgesehen von Hawaii und Alaska.

## Lage
Kap Alava befindet sich am Ende des Ozette Trail an der Grenze zwischen Ozette Indian Reservation und Olympic-Nationalpark. Bei Ebbe kann am Westende von Tskawahyah Island (124° 44′ 11.8″ W) erreicht werden, bei Flut ragt das rund 25 Kilometer nördlich gelegene Cape Flattery (124° 43' 35"W) weiter nach Westen in den Pazifik hinein.

## Namensgebung
Das Kap wurde nach José Manuel de Álava benannt, der als Beauftragter der spanischen Krone am Abschluss der Konvention von Nootka, die zu Beginn der 1790er Jahre die Gebietsansprüche Spaniens und Großbritanniens an der Pazifikküste abgrenzte, beteiligt war.